# قرار مجلس الأمن التابع للأمم المتحدة رقم 2093
قرار مجلس الأمن التابع للأمم المتحدة رقم 2093، المتخذ بالإجماع في 6 مارس 2013.

## القرار
عند توليه منصبه، استأنف الرئيس حسن شيخ محمود ومجلس وزرائه في الحكومة الفيدرالية الجديدة للصومال جهود أصحاب المصلحة الصوماليين والدوليين لإنهاء حظر الأسلحة الذي فرضته الأمم المتحدة على الصومال لمدة 21 عامًا،  والذي كان في ذلك الوقت أقدم حصار أسلحة عالمي. وكان مجلس الأمن قد فرض الحظر عام 1992، بعد وقت قصير من اندلاع الحرب الأهلية وإسقاط نظام سياد بري، من أجل وقف تدفق الأسلحة إلى الميليشيات المتناحرة. وكان الإلغاء النهائي للحظر من بين الأهداف المستقبلية للأطراف الموقعة في العملية السياسية الانتقالية لخريطة الطريق للفترة 2011-2012. جادلت حكومة محمود ومحللون أمنيون صوماليون وخبراء عسكريون بأن رفع الحظر عن شراء الأسلحة من شأنه أن يسهل محاولات السلطات الصومالية لتعزيز القوات المسلحة الصومالية وسوف يجهز الجيش بشكل أكثر فاعلية لسحق بقايا التمرد. ودعمت الولايات المتحدة،  الاتحاد الأفريقي،  جامعة الدول العربية  والهيئة الحكومية الدولية المعنية بالتنمية الاقتراح. في مارس 2013، حث الأمين العام للأمم المتحدة بان كي مون أعضاء مجلس الأمن على التصويت لإلغاء العقوبات لمساعدة السلطات الصومالية على تقوية أجهزتها الأمنية وتعزيز المكاسب العسكرية.
على الرغم من ورود تقارير عن تحفظات بريطانيا وفرنسا بشأن زيادة التدفق العام للأسلحة إلى الصومال، بدأ مسؤولون بريطانيون في صياغة قرار لتخفيف الحظر على مشتريات الحكومة الصومالية للأسلحة لفترة مؤقتة مدتها عام واحد. سيطلب مشروع القرار من السلطات الصومالية أو الدولة التي تزود المعدات العسكرية إخطار المجلس «قبل خمسة أيام على الأقل من أي شحنات من الأسلحة والمعدات العسكرية [...] تقديم تفاصيل عن عمليات التسليم وأماكن التسليم المحددة في الصومال». بالإضافة إلى ذلك، ينص الاقتراح على أن الحكومة الصومالية يجب أن تقدم بشكل روتيني تحديثات حول الوضع الهيكلي للجيش وكذلك معلومات عن البنية التحتية والبروتوكولات القائمة المصممة لضمان التسليم الآمن للأسلحة وتخزينها وصيانتها.
في اجتماع 6 مارس 2013، وافق مجلس الأمن الدولي بالإجماع على القرار 2093 بتعليق حظر الأسلحة المفروض على الصومال لمدة عام واحد. يرفع هذا المصادقة رسمياً حظر شراء الأسلحة الخفيفة، لكنه يحتفظ ببعض القيود المفروضة على شراء الأسلحة الثقيلة مثل صواريخ أرض-جو ومدافع الهاوتزر. وينص على أن الحصار «لا ينطبق على شحنات الأسلحة أو المعدات العسكرية أو تقديم المشورة أو المساعدة أو التدريب، التي تهدف فقط إلى تطوير قوات الأمن التابعة للحكومة الاتحادية الصومالية وتوفير الأمن للشعب الصومالي باستثناء ما يتعلق بتسليم الأصناف الواردة في مرفق هذا القرار». ويضيف الإلغاء أنه سيتم توريد الأسلحة «فقط لتطوير قوات الأمن التابعة للحكومة الاتحادية الصومالية ولا يجوز إعادة بيعها أو نقلها أو إتاحتها للاستخدام من قبل أي فرد أو كيان ليس في خدمة قوات الأمن التابعة للحكومة الاتحادية الصومالية». ومن المقرر أن تتم مراجعته في عام 2014.
كما يمدد القرار تفويض بعثة الاتحاد الأفريقي في الصومال لسنة أخرى، حتى 28 فبراير 2014.

## روابط خارجية
- نص القرار في undocs.org